# 荒木流拳法
荒木流拳法（あらきりゅうけんぽう）とは、安土桃山時代に荒木夢仁斎源秀縄(無仁斎,無二斎,夢人斎,無人斎)によって創始されたと伝えられる武術流儀である。拳法とあるが、中国拳法とは全く関係ない。
捕手術を本体とする総合武術である。

## 歴史
荒木流拳法の流祖は、荒木夢仁斎秀縄(無仁斎,無二斎,夢人斎,無人斎)である。天正の頃に捕手、小具足を本体として成立した。
荒木流伝書「荒木流捕手再誕之序」によると、天正の頃に豊臣秀吉の時代に生きた藤原勝真が京都愛宕山に参籠中に霊夢により奥義を授かり始まったとされる。 勝実は常日頃からこの術の修練に励んでいたが、なかなか奥義を悟ることができなかった。そこで、愛宕山大権現に百日参籠し丹精を込めて祈願したところ、その深い志が通じ、ある夜に霊夢を見て奥義を極めた。それより、洛中において強敵と立ち合うこと数度に及んだが、勝利を得ることは容易だった。豊臣秀次がそれを聞いて、天下無双の妙術と賞賛し、勝実の名声は世に高まったとされる。
荒木夢仁斎は、この藤原勝真に就いて武術を学んだとする説がある。また、竹内流も学んだとされる。
現在は群馬県伊勢崎市に伝承されている。伊勢崎藩士小峯文太夫武矩が最初に学び、栗原五百二、鈴木春山を経て伊勢崎、とりわけ茂呂地区に定着したため、茂呂荒木流と呼ばれることもある。
群馬県内では伊勢崎地区のほか、後に根岸流手裏剣術の流祖となる根岸松齢を輩出した安中地区をはじめ、前橋地区・勢田地区にも伝系が存在し、江戸時代には県内最大の武術流派であったと思われる。しかし、現在組織的に活動しているのは伊勢崎地区の伝系のみである。
現在残る荒木流は荒木流拳法を正式名称としているが、場所や時代によってさまざまな名称で伝承されており、荒木流柔術、荒木無人斎流柔術、夢仁斎流柔術、荒木流捕手とも呼称される。荒木夢仁斎が学んだとされる竹内流を名乗る系統もあった。

## 流儀の内容
捕手術や小具足術を本体とし、小太刀、剣、棒、長巻、鎖鎌、乳切木、両分銅等の武器を駆使する総合武術である。系統によっては剣術や居合として伝承されたものもある。
特に、入門者が最初に学ぶこととされている「三曲之段」（右位之曲、左位之曲、取位之曲の三手）は、三方に盃を載せて対手に差し出し、盃を取ろうとしたところを不意を衝いて制するという独特の様式を持つことで知られており、古典的な様式・技法をそのまま保存している貴重な流儀であるといえる。
地元では、伊勢崎市南千木町の千本木神社秋祭りにおいて奉納演武を行っている。また、演武とは別に、併せて奉納される「千本木龍頭神舞」（群馬県指定重要無形民俗文化財）の露払いを演じているのも荒木流拳法の門人である。

## 関連流儀
古い流派であり、多くの分派、系統が存在した。
流祖を同一にする現存流派として埼玉県等に伝承される荒木流軍用小具足、三神荒木流捕手など。
群馬県前橋市片貝地区には、流祖を元禄年間の同地区の農民「岩エ門」とする荒木流居合が、地域の祭礼の一環として伝承されている。
また、「居合讀本」(太田龍峯著、中山博道監修)にも荒木流居合と称して紹介されている流派があるが、これは流祖を荒木鉄心斎としており、拳法や軍用小具足とは別系統の流派である可能性がある。現在も実際に伝承されているかどうかは不明。
これ以外に、兵庫県に荒木無人斎流を名乗る居合道と剣舞の流派があり、複数の分派が活動している。
その他の関連流儀としては、夢仁斎の子孫とされる荒木久勝が開いた荒木新流や、流祖荒木夢仁斎が学んだとの伝承のある竹内流がある。竹内流は荒木流との関連は深いが派生流派というわけではない。

## 系譜
現在活動している伝承者への伝系のみ記載。実際にはこの他にも多くの伝系が存在したが、現在活動が確認できるのはこの伝系のみ。
- 荒木夢仁斎秀縄
- 森霞之助勝重
- 山本嘉助勝之
- 竹内九郎右衛門勝吉
- 高橋儀右衛門森久
- 高坂九郎左衛門吉久
- 向井左次郎正久
- 小林藤左衛門常正
- 小峰文太夫武矩
- 栗原五百二正重
- 鈴木春山宣得
- 大和兵内規重
- 新井富蔵忠好
- 菊地穀太郎知方
- 大和彌藤次知和
- 菊池源吉武吉
  - 鈴木伊勢松吉松
    - 荒川芳夫誠心
    - 鈴木清一郎松清
    - 鈴木延雄松延
    - 西村敬右松敬

  - 菊池邦光